# Don Howe
Donald "Don" Howe (født 12. oktober 1935 i Wolverhampton, England, død 23. december 2015) var en engelsk fodboldspiller (højre back) og manager.
Howe startede sin klubkarriere hos West Bromwich Albion, som han repræsenterede i 12 sæsoner, frem til 1964. Herefter afsluttede han sin karriere med tre sæsoner hos London-klubben Arsenal F.C. Han nåede i alt at spille 422 ligakampe gennem sin karriere.
Howe spillede desuden 23 kampe for det engelske landshold. Hans første landskamp var et opgør mod Wales 19. oktober 1957, hans sidste en kamp mod Nordirland 18. november 1959. Han var en del af det engelske hold der deltog ved VM i 1958 i Sverige, og spillede alle landets fire kampe i turneringen.
Efter at have indstillet sin aktive karriere var Howe i en årrække manager. Han stod blandt andet i spidsen for begge sine gamle klubber som aktiv West Bromwich og Arsenal, og var i to år også ansvarshavende hos Queens Park Rangers.